# Sääminginsalo
L'île Sääminginsalo ou île de Kerimäki est une île située en Savonie du Sud dans la province de Finlande orientale.

## Géographie
Plus grande île de Finlande, c'est aussi la 3e plus grande île lacustre du monde. 
L'île de Sääminginsalo a une superficie de 1 069 km2, elle est entourée par les lacs du bassin du Saimaa : Haukivesi, Pihlajavesi, Puruvesi, Paasivesi et Enonvesi qui forment l'ensemble lacustre. 
Les parties orientales de la ville de Savonlinna et d' Enonkoski et Kerimäki sont sur l'île de Sääminginsalo.
En plus des lacs, Sääminginsalo est séparée de la terre ferme par le canal de Haponlahti (fi) et le canal de Raikuu.

## Controverse
On a longtemps considéré que l'île de Soisalo était la plus grande de Finlande (1635 km²). 
Ce statut a été remis en question par la différence d'altitude des lacs qui l'entourent.
Certains pensent que Sääminginsalo ne serait une île que grâce au canal de Raikuu, ainsi sur la carte du village datant de 1644, le géomètre Lars Röös ne voit pas de canal naturel mais un isthme.
Selon le géologue Aimo Kejonen il y a toujours existé une voie navigable à l’emplacement du canal. 
Des débats entre le Tilastokeskus et le Centre finlandais de l'environnement ont conduit a reconnaître en 2001 que Sääminginsalo est bien une île,.

## Histoire
Son monument le plus célèbre est l'Église de Kerimäki, la plus grande église en bois du monde.